# Gran Premio del Canada 1989
Il Gran Premio del Canada 1989 fu la sesta gara della stagione 1989 del Campionato mondiale di Formula 1, disputata il 18 giugno sul Circuito Gilles Villeneuve di Montréal. La manifestazione vide la prima vittoria in carriera per il belga Thierry Boutsen su Williams - Renault, seguito dal compagno di squadra Riccardo Patrese e da Andrea De Cesaris su Dallara Scuderia Italia - Ford Cosworth.

## Qualifiche
Dopo cinque pole position consecutive di Senna, Prost interruppe il monopolio del compagno di squadra, prendendosi la prima posizione sulla griglia di partenza con un vantaggio di appena sette centesimi sul brasiliano. Patrese fece segnare il terzo tempo, precedendo Berger, Mansell, Boutsen, Modena e Caffi.

### Prequalifiche
| Pos                        | No | Pilota                | Costruttore     | Tempo    | Distacco |
| -------------------------- | -- | --------------------- | --------------- | -------- | -------- |
| 1                          | 8  | Stefano Modena        | Brabham-Judd    | 1:23.398 | —        |
| 2                          | 17 | Nicola Larini         | Osella-Ford     | 1:24.550 | +1.152   |
| 3                          | 36 | Stefan Johansson      | Onyx-Ford       | 1:24.764 | +1.366   |
| 4                          | 21 | Alex Caffi            | Dallara-Ford    | 1:24.778 | +1.380   |
| Vetture non prequalificate |    |                       |                 |          |          |
| 5                          | 7  | Martin Brundle        | Brabham-Judd    | 1:25.275 | +1.877   |
| 6                          | 37 | Bertrand Gachot       | Onyx-Ford       | 1.25.952 | +2.554   |
| 7                          | 33 | Gregor Foitek         | EuroBrun-Judd   | 1:26.365 | +2.967   |
| 8                          | 18 | Piercarlo Ghinzani    | Osella-Ford     | 1:26.807 | +3.409   |
| 9                          | 34 | Bernd Schneider       | Zakspeed-Yamaha | 1:27.073 | +3.675   |
| 10                         | 41 | Joachim Winkelhock    | AGS-Ford        | 1:28.545 | +5.147   |
| 11                         | 39 | Volker Weidler        | Rial-Ford       | 1:31.455 | +8.057   |
| 12                         | 35 | Aguri Suzuki          | Zakspeed-Yamaha | 1:53.327 | +29.929  |
| 13                         | 32 | Pierre-Henri Raphanel | Coloni-Ford     | 1:59.693 | +36.295  |

### Classifica
| Pos                     | No | Pilota             | Costruttore                             | Tempo    | Distacco |
| ----------------------- | -- | ------------------ | --------------------------------------- | -------- | -------- |
| 1                       | 2  | Alain Prost        | McLaren - Honda                         | 1:20.973 |          |
| 2                       | 1  | Ayrton Senna       | McLaren - Honda                         | 1:21.049 | +0.076   |
| 3                       | 6  | Riccardo Patrese   | Williams - Renault                      | 1:21.783 | +0.810   |
| 4                       | 28 | Gerhard Berger     | Ferrari                                 | 1:21.946 | +0.973   |
| 5                       | 27 | Nigel Mansell      | Ferrari                                 | 1:22.165 | +1.192   |
| 6                       | 5  | Thierry Boutsen    | Williams - Renault                      | 1:22.311 | +1.338   |
| 7                       | 8  | Stefano Modena     | Brabham - Judd                          | 1:22.612 | +1.639   |
| 8                       | 21 | Alex Caffi         | Dallara Scuderia Italia - Ford Cosworth | 1:22.901 | +1.928   |
| 9                       | 22 | Andrea De Cesaris  | Dallara Scuderia Italia - Ford Cosworth | 1:23.050 | +2.077   |
| 10                      | 30 | Philippe Alliot    | Lola Larrousse - Lamborghini            | 1:23.059 | +2.086   |
| 11                      | 23 | Pierluigi Martini  | Minardi - Ford Cosworth                 | 1:23.252 | +2.279   |
| 12                      | 9  | Derek Warwick      | Arrows - Ford Cosworth                  | 1:23.348 | +2.375   |
| 13                      | 19 | Alessandro Nannini | Benetton - Ford Cosworth                | 1:23.542 | +2.569   |
| 14                      | 3  | Jonathan Palmer    | Tyrrell - Ford Cosworth                 | 1:23.665 | +2.692   |
| 15                      | 17 | Nicola Larini      | Osella - Ford Cosworth                  | 1:23.799 | +2.826   |
| 16                      | 10 | Eddie Cheever      | Arrows - Ford Cosworth                  | 1:23.828 | +2.855   |
| 17                      | 15 | Maurício Gugelmin  | March - Judd                            | 1:23.863 | +2.890   |
| 18                      | 36 | Stefan Johansson   | Onyx - Ford Cosworth                    | 1:23.979 | +3.006   |
| 19                      | 11 | Nelson Piquet      | Lotus - Judd                            | 1:24.029 | +3.056   |
| 20                      | 4  | Michele Alboreto   | Tyrrell - Ford Cosworth                 | 1:24.296 | +3.323   |
| 21                      | 16 | Ivan Capelli       | March - Judd                            | 1:24.406 | +3.433   |
| 22                      | 25 | René Arnoux        | Ligier - Ford Cosworth                  | 1:24.558 | +3.585   |
| 23                      | 38 | Christian Danner   | Rial - Ford Cosworth                    | 1:24.727 | +3.754   |
| 24                      | 24 | Luis Pérez-Sala    | Minardi - Ford Cosworth                 | 1:24.786 | +3.813   |
| 25                      | 40 | Gabriele Tarquini  | AGS - Ford Cosworth                     | 1:24.793 | +3.820   |
| 26                      | 31 | Roberto Moreno     | Coloni - Ford Cosworth                  | 1:25.037 | +4.064   |
| Vetture non qualificate |    |                    |                                         |          |          |
| NQ                      | 12 | Satoru Nakajima    | Lotus - Judd                            | 1:25.051 | +4.078   |
| NQ                      | 29 | Yannick Dalmas     | Lola Larrousse - Lamborghini            | 1:25.161 | +4.188   |
| NQ                      | 20 | Johnny Herbert     | Benetton - Ford Cosworth                | 1:25.282 | +4.309   |
| NQ                      | 26 | Olivier Grouillard | Ligier - Ford Cosworth                  | 1:25.289 | +4.316   |

## Gara
La mattina di domenica cominciò a piovere e la gara partì con il tracciato ancora bagnato. Mansell e Nannini rientrarono ai box al termine del giro di ricognizione per montare gomme slick, ma i due ripartirono dalla corsia dei box troppo presto, prima che il resto del gruppo prendesse il via, venendo poi squalificati.
Nel frattempo, Prost prese il comando, ma il pilota francese dovette ritirarsi già nel corso del secondo giro per la rottura di una sospensione; molti cominciarono a montare pneumatici da asciutto e Patrese si trovò al comando davanti a Boutsen, Senna, Alliot e Warwick. Dopo poche tornate, però, ricominciò a piovere e chi aveva cambiato gomme dovette tornare nuovamente ai box: Patrese, che aveva mantenuto coperture da bagnato, conquistò così un buon vantaggio sugli inseguitori, capitanati da Warwick e dal sorprendente Larini.
Senna cominciò però a rimontare rapidamente: guadagnata una posizione grazie al ritiro di Larini (sorprendentemente al terzo posto con l'Osella, che pagò con infiltrazioni di acqua il non avere serrato tutte le viti di serraggio della centralina posta nelle fiancate), approfittò poi del cambio gomme di Patrese per portarsi in seconda posizione, sopravanzando Warwick nel corso del 39º giro e prendendo il comando. Il brasiliano continuò a condurre fino a tre tornate dal termine, quando dovette ritirarsi per la rottura del motore. Passò quindi in testa Boutsen, che conquistò la prima vittoria in carriera davanti al compagno di squadra Patrese, De Cesaris, Piquet (per la prima volta a punti in una stagione fino a questo momento disastrosa per lui e per la Lotus), Arnoux (che ottiene i suoi ultimi punti in carriera in formula 1)  e Caffi. Per la Williams è la prima doppietta dal Gran Premio del Messico 1987. Per la prima e unica volta nella sua storia la Scuderia Italia vide entrambi i suoi piloti andare a punti in un Gran Premio.

### Classifica
| Pos. | N° | Pilota                | Costruttore                             | Giri | Tempo/Causa Ritiro       | Pos. Partenza | Punti |
| ---- | -- | --------------------- | --------------------------------------- | ---- | ------------------------ | ------------- | ----- |
| 1    | 5  | Thierry Boutsen       | Williams - Renault                      | 69   | 2:01:24.073              | 6             | 9     |
| 2    | 6  | Riccardo Patrese      | Williams - Renault                      | 69   | + 30.007                 | 3             | 6     |
| 3    | 22 | Andrea De Cesaris     | Dallara Scuderia Italia - Ford Cosworth | 69   | + 1:36.649               | 9             | 4     |
| 4    | 11 | Nelson Piquet         | Lotus - Judd                            | 69   | + 1:41.484               | 19            | 3     |
| 5    | 25 | René Arnoux           | Ligier - Ford Cosworth                  | 68   | + 1 Giro                 | 22            | 2     |
| 6    | 21 | Alex Caffi            | Dallara Scuderia Italia - Ford Cosworth | 67   | + 2 Giri                 | 8             | 1     |
| 7    | 1  | Ayrton Senna          | McLaren - Honda                         | 66   | Motore                   | 2             |       |
| 8    | 38 | Christian Danner      | Rial - Ford Cosworth                    | 66   | + 3 Giri                 | 23            |       |
| Rit  | 31 | Roberto Moreno        | Coloni - Ford Cosworth                  | 57   | Differenziale            | 26            |       |
| Rit  | 9  | Derek Warwick         | Arrows - Ford Cosworth                  | 40   | Motore                   | 12            |       |
| Rit  | 3  | Jonathan Palmer       | Tyrrell - Ford Cosworth                 | 35   | Incidente                | 14            |       |
| Rit  | 17 | Nicola Larini         | Osella - Ford Cosworth                  | 33   | Impianto elettrico       | 15            |       |
| Rit  | 16 | Ivan Capelli          | March - Judd                            | 28   | Testacoda                | 21            |       |
| Rit  | 30 | Philippe Alliot       | Lola Larrousse - Lamborghini            | 26   | Incidente                | 10            |       |
| SQ   | 36 | Stefan Johansson      | Onyx - Ford Cosworth                    | 13   | Squalificato             | 18            |       |
| Rit  | 24 | Luis Pérez-Sala       | Minardi - Ford Cosworth                 | 11   | Incidente                | 24            |       |
| Rit  | 15 | Maurício Gugelmin     | March - Judd                            | 11   | Impianto elettrico       | 17            |       |
| Rit  | 28 | Gerhard Berger        | Ferrari                                 | 6    | Cambio                   | 4             |       |
| Rit  | 40 | Gabriele Tarquini     | AGS - Ford Cosworth                     | 6    | Testacoda                | 25            |       |
| Rit  | 10 | Eddie Cheever         | Arrows - Ford Cosworth                  | 3    | Testacoda                | 16            |       |
| Rit  | 2  | Alain Prost           | McLaren - Honda                         | 2    | Sospensioni              | 1             |       |
| Rit  | 4  | Michele Alboreto      | Tyrrell - Ford Cosworth                 | 0    | Impianto elettrico       | 20            |       |
| Rit  | 8  | Stefano Modena        | Brabham - Judd                          | 0    | Collisione con P.Martini | 7             |       |
| Rit  | 23 | Pierluigi Martini     | Minardi - Ford Cosworth                 | 0    | Collisione con S.Modena  | 11            |       |
| SQ   | 19 | Alessandro Nannini    | Benetton - Ford Cosworth                | 0    | Squalificato             | 13            |       |
| SQ   | 27 | Nigel Mansell         | Ferrari                                 | 0    | Squalificato             | 5             |       |
| NQ   | 12 | Satoru Nakajima       | Lotus - Judd                            |      |                          |               |       |
| NQ   | 29 | Yannick Dalmas        | Lola Larrousse - Lamborghini            |      |                          |               |       |
| NQ   | 20 | Johnny Herbert        | Benetton - Ford Cosworth                |      |                          |               |       |
| NQ   | 26 | Olivier Grouillard    | Ligier - Ford Cosworth                  |      |                          |               |       |
| NPQ  | 7  | Martin Brundle        | Brabham - Judd                          |      |                          |               |       |
| NPQ  | 37 | Bertrand Gachot       | Onyx - Ford Cosworth                    |      |                          |               |       |
| NPQ  | 33 | Gregor Foitek         | EuroBrun - Judd                         |      |                          |               |       |
| NPQ  | 18 | Piercarlo Ghinzani    | Osella - Ford Cosworth                  |      |                          |               |       |
| NPQ  | 34 | Bernd Schneider       | Zakspeed - Yamaha                       |      |                          |               |       |
| NPQ  | 41 | Joachim Winkelhock    | AGS - Ford Cosworth                     |      |                          |               |       |
| NPQ  | 39 | Volker Weidler        | Rial - Ford Cosworth                    |      |                          |               |       |
| NPQ  | 35 | Aguri Suzuki          | Zakspeed - Yamaha                       |      |                          |               |       |
| NPQ  | 32 | Pierre-Henri Raphanel | Coloni - Ford Cosworth                  |      |                          |               |       |

## Classifiche

### Piloti
| Pos. | Pilota             | Punti |
| ---- | ------------------ | ----- |
| 1    | Alain Prost        | 29    |
| 2    | Ayrton Senna       | 27    |
| 3    | Riccardo Patrese   | 18    |
| 4    | Thierry Boutsen    | 13    |
| 5    | Nigel Mansell      | 9     |
| 6    | Alessandro Nannini | 8     |
| 7    | Michele Alboreto   | 6     |
| 8    | Johnny Herbert     | 5     |
| 9    | Maurício Gugelmin  | 4     |
| 9    | Stefano Modena     | 4     |
| 9    | Andrea De Cesaris  | 4     |
| 9    | Alex Caffi         | 4     |
| 9    | Eddie Cheever      | 4     |
| 9    | Derek Warwick      | 4     |
| 15   | Nelson Piquet      | 3     |
| 15   | Christian Danner   | 3     |
| 17   | René Arnoux        | 2     |
| 18   | Jonathan Palmer    | 1     |
| 18   | Gabriele Tarquini  | 1     |

### Costruttori
| Pos. | Team                                    | Punti |
| ---- | --------------------------------------- | ----- |
| 1    | McLaren - Honda                         | 56    |
| 2    | Williams - Renault                      | 31    |
| 3    | Benetton - Ford Cosworth                | 13    |
| 4    | Ferrari                                 | 9     |
| 5    | Dallara Scuderia Italia - Ford Cosworth | 8     |
| 5    | Arrows - Ford Cosworth                  | 8     |
| 7    | Tyrrell - Ford Cosworth                 | 7     |
| 8    | Brabham - Judd                          | 5     |
| 9    | March - Judd                            | 4     |
| 10   | Lotus - Judd                            | 3     |
| 10   | Rial - Ford Cosworth                    | 3     |
| 12   | Ligier - Ford Cosworth                  | 2     |
| 13   | AGS - Ford Cosworth                     | 1     |